# Виријат
Виријат, на португалском и шпанском Viriato (? - 139. п. н. е. ), био је поглавица Лузитанаца, познат по дуготрајном и успјешном отпору римској експанзији на запад Иберијског полуострва. Виријат, чију су ратну вјештину цијенили и римски писци, успио је у лузитанском рату поразити бројне римске војске, али је на крају убијен на превару. Упркос томе савремени Португалци га сматрају једним од својих хероја.